# 60-as busz (Budapest)
A budapesti 60-as jelzésű autóbusz a Batthyány tér és Óbuda, MÁV-állomás között közlekedett. A vonalat a Budapesti Közlekedési Zrt. üzemeltette.

## Története
A 60-as buszok 1950-ben a Zalka Máté tér (mai Kőbánya alsó vasútállomás) és Rákoskeresztúr között közlekedtek. 1954. november 25-én a Madách tér – Lánchíd – Óbuda, Miklós utca között indult újra a járat a 6A busz helyett. A rákoskeresztúri járat jelzését ugyanekkor 62A-ra változtatták.
1955. február 7-én a Kálvin térig hosszabbították. 1958. július 7-én a 7-es villamos Margit kórházig rövidítése miatt a 60-as buszt meghosszabbították és a Dohány utca – Lánchíd – Bécsi út útvonalon közlekedett a Vörösvári útig. 1958. december 1-jén a kerületi tanács kérésére Óbuda, MÁV-állomásig hosszabbították. 1961-től 1964-ig 60A jelzésű temetői járat is közlekedett a Margit híd, budai hídfőtől az Óbudai temetőig. 1968. augusztus 1-jén bevezették a járaton a kalauz nélküli üzemet, a jegyek vizsgálatát a buszvezető végezte. 1972. december 22-én a Batthyány térig rövidítették a 2-es metró átadása miatt. 1976. január 2-ától 60A jelzéssel betétjárata közlekedett a Batthyány tér és a Vörösvári út között, melyet 1980. július 31-én ideiglenesen szüneteltettek, végül a Bécsi út kiszélesítését és a 11-es villamos megszüntetését követően 1981. január 19-én 60-as jelzéssel gyorsjáratként indították újra. Ez a járat 1990. augusztus 31-én megszűnt.
Az M2-es metróvonal felújítása miatt 2005 és 2006 nyarán a Batthyány tér helyett a Nyugati pályaudvarig közlekedett.
2008. szeptember 5-én megszűnt a 60-as járat, a forgalmát a 160-as és 260-as buszok vették át.

## Útvonala
| Batthyány tér felé | Óbuda, MÁV-állomás felé |
| --- | --- |
| Óbuda, MÁV-állomás vá. – Keled út – Pomázi út – Bécsi út – Vörösvári út – Váradi utca – Bécsi út – Nagyszombat utca – Lajos utca – Zsigmond tér – Árpád fejedelem útja – Bem rakpart – Bem József tér – Fő utca – Batthyány tér vá. | Batthyány tér vá. – Bem rakpart – Árpád fejedelem útja – Zsigmond tér – Lajos utca – Nagyszombat utca – Bécsi út – Váradi utca – Vörösvári út – Bécsi út – Pomázi út – Keled út – Óbuda, MÁV-állomás vá. |

## Megállóhelyei
| 0  | Óbuda, MÁV-állomás végállomás                | 22 | Óbuda |
| 1  | Pomázi út (↓) Keled út (↑)                   | 21 | |
| 2  | Óbudai autóbuszgarázs                        | 20 | 118, Békás                                                                                                   |
| 3  | Óbudai temető, főbejárat                     | ∫  | 18, 18A, 118, Békás 820, 830, 832, 840                                                                       |
| 3  | Óbudai temető                                | 19 | 18, 18A, 118, Békás 820, 830, 832, 840                                                                       |
| 4  | Kubik utca                                   | 18 | 18, 18A, 118                                                                                                 |
| 5  | Bojtár utca                                  | 17 | 18, 18A, 118 820, 830, 832, 840                                                                              |
| 5  | Orbán Balázs út                              | 16 | 18, 18A 820, 830, 832, 840                                                                                   |
| 6  | Laborc utca                                  | ∫  | 18, 18A |
| 7  | Vörösvári út (↓) Bécsi út (Vörösvári út) (↑) | 15 | 18, 18A, 37, 137, Békás 1, 1A, 17 800, 801, 805, 810, 820, 830, 832, 840                                     |
| 8  | Óbudai rendelőintézet                        | 14 | 18, 18A, 37, 137, Békás 1, 1A 820, 830, 832, 840                                                             |
| 10 | Váradi utca                                  | 12 | Békás 17 |
| 11 | Szent Margit Kórház                          | 11 | 17 |
| 12 | Podolin utca (↓) Selmeci utca (↑)            | 10 | 17 |
| 13 | Nagyszombat utca                             | 8  | 17 |
| 14 | Galagonya utca                               | ∫  | 6, 86 |
| 15 | Kolosy tér                                   | 7  | Szentendrei HÉV Budapest–Esztergom (ideiglenes terelés 2008 nyarán és őszén) 6, 29, 65, 86, 165 17           |
| 17 | Zsigmond tér                                 | 5  | 6, 86 17 |
| 18 | Császár-Komjádi Uszoda                       | 4  | 6, 86 |
| 20 | Margit híd                                   | 3  | Szentendrei HÉV Budapest–Esztergom (ideiglenes terelés 2008 nyarán és őszén) 6, 26, 86, 91, 191 4, 6, 17 801 |
| 21 | Bem József tér                               | 2  | 86 |
| 22 | Batthyány tér végállomás                     | 0  | Szentendrei HÉV 11, 39, 86 19, 41 801                                                                        |